# خاتون غناي
خاتون غناي (بالفارسية: خاتون‌گنای) هي مستوطنة تقع في قسم تشاراويماق الجنوبي الغربي الريفي في إيران. يقدر عدد سكانها بـ 27 نسمة .